# Giovanni Battista Marconi
Giovanni Battista Marconi (Mantova (?), 1755 – Mantova, 1825) è stato un architetto italiano.
Fu assistente di Paolo Pozzo come insegnante di architettura all'Accademia Teresiana. Nel 1780 fu impegnato nella decorazione del neoclassico Appartamento degli Arazzi del Palazzo Ducale di Mantova. Realizzò nel 1784 l'Albergo Reale, poi Palazzo Barbetta, caratterizzato dalla grande facciata in laterizi a vista, e nel 1789 con Giuseppe Crevola, la villa d'Arco-Moschini a Goito. A Mantova Marconi realizzò altresì la ricostruzione (1793) della chiesa di San Leonardo e la sistemazione del parapetto e della cancellata nella cripta della Basilica di Sant'Andrea.